# Crassula grisea
Crassula grisea är en fetbladsväxtart som beskrevs av Schönl.. Crassula grisea ingår i släktet krassulor, och familjen fetbladsväxter. Utöver nominatformen finns också underarten C. g. bakeri.

## Bildgalleri

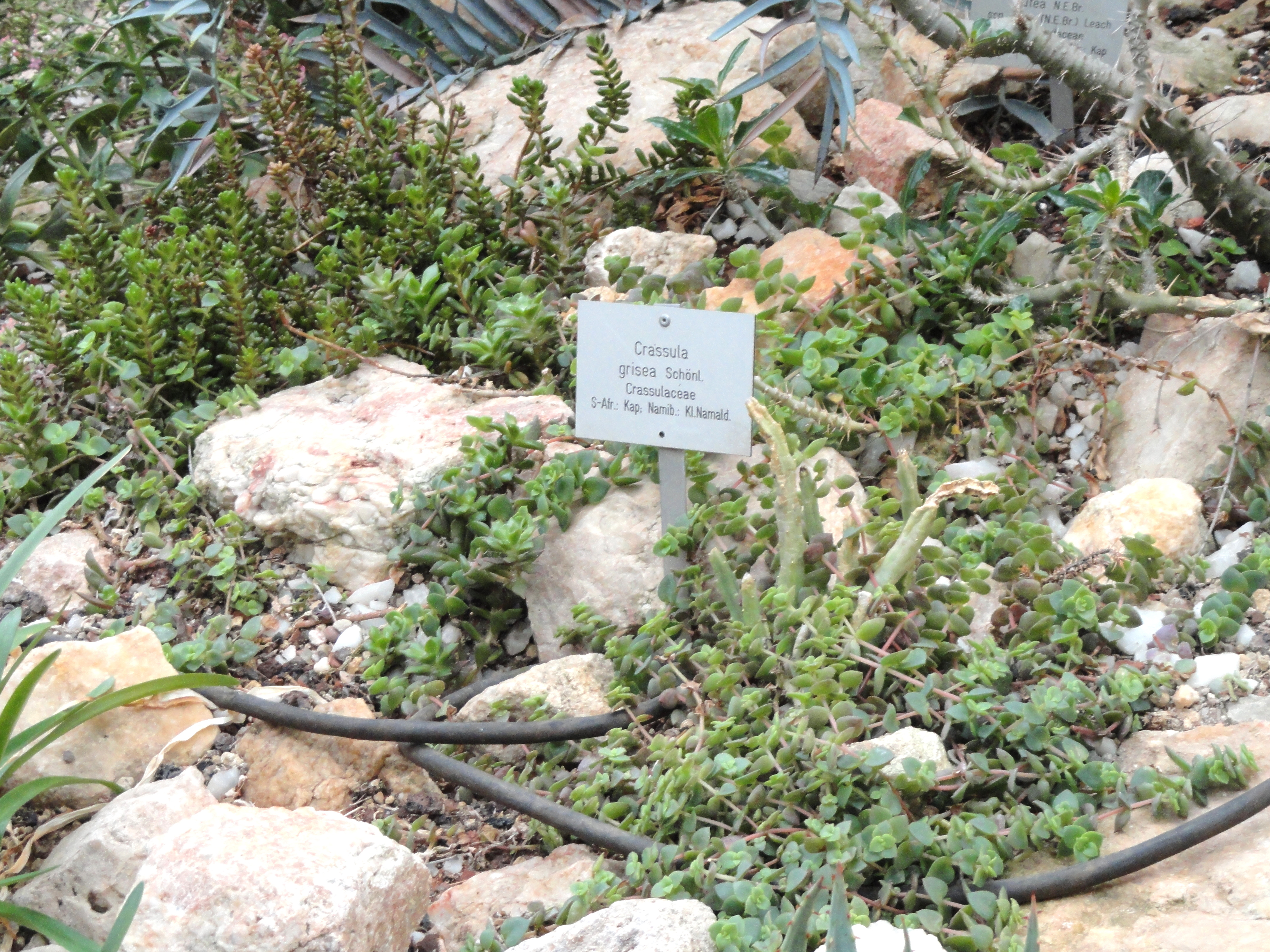
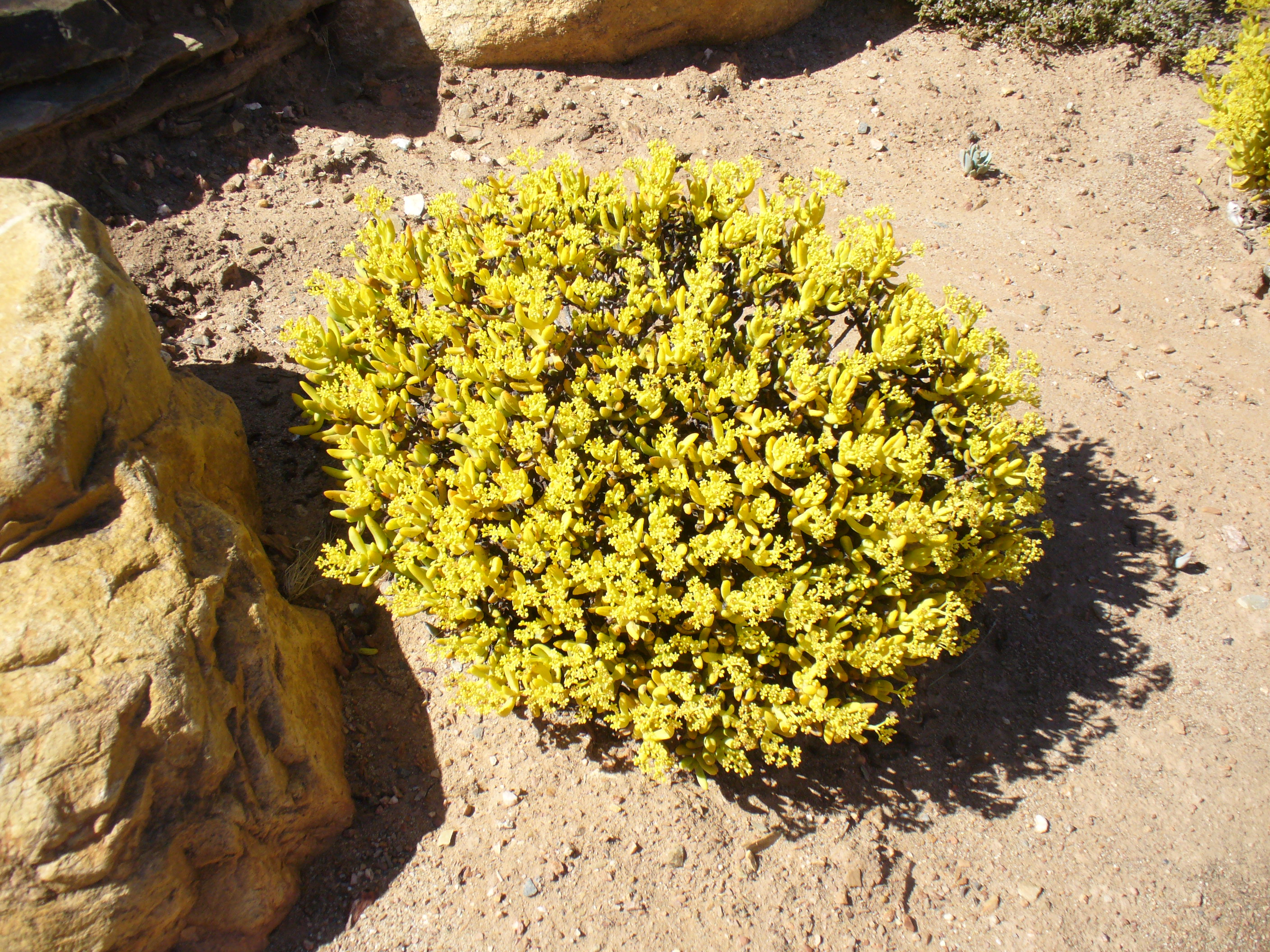